# Палеомагнетизм
Палеомагнетизм – область геофизики, изучающая земной магнетизм прошлых геологических эпох. Базируется на исследовании естественной остаточной намагниченности горных пород. Данными палеомагнитных исследований пользуются при изучении магнитного поля Земли, условий образования горных пород, тектоники, вулканизма и тому подобного. В частности, палеомагнитными исследованиями установлено, что в интервалах от 500 тыс. до 50 млн лет происходит геомагнитная инверсия, то есть изменение направления (полярности) магнитного поля Земли на обратные.